# Adiantum schweinfurthii
Adiantum schweinfurthii är en kantbräkenväxtart som beskrevs av Oskar Kuhn. Adiantum schweinfurthii ingår i släktet Adiantum och familjen Pteridaceae. Inga underarter finns listade.

## Bildgalleri

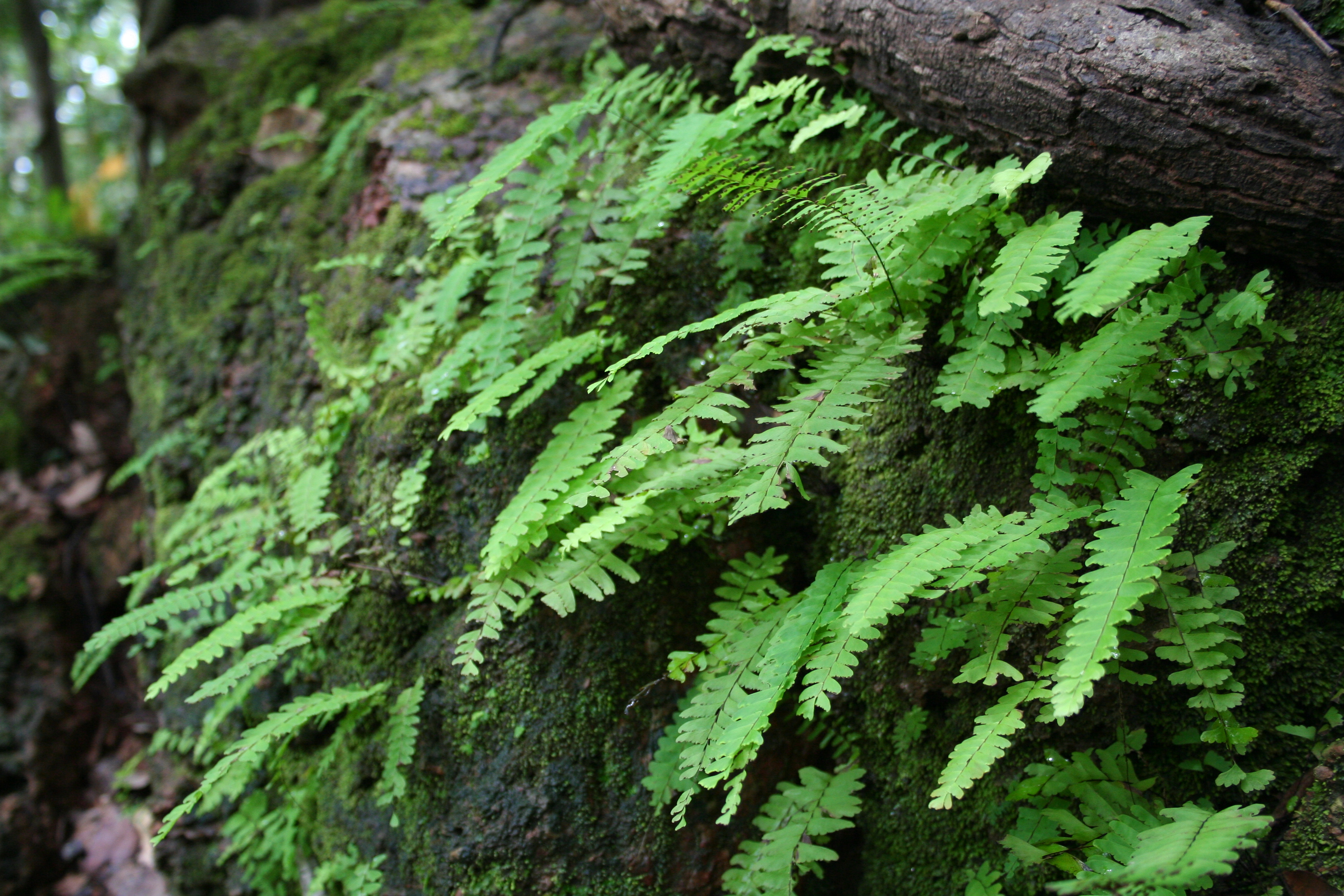